# Tout pour la vérité
 (juin 2010).
Si vous disposez d'ouvrages ou d'articles de référence ou si vous connaissez des sites web de qualité traitant du thème abordé ici, merci de compléter l'article en donnant les références utiles à sa vérifiabilité et en les liant à la section « Notes et références ».
Tout pour la vérité (Lost Behind Bars) est un téléfilm canadien réalisé par Scott Williams et diffusé aux États-Unis le 12 novembre 2006 sur Lifetime.

## Synopsis
Lauren Wilde, célèbre journaliste relatant des affaires criminelles, se rend dans une petite ville de l'Oregon afin d'effectuer des recherches pour son prochain reportage. Un crime atroce y a été commis et un jeune homme du nom de Kevin Reese a été arrêté et condamné à mort, tenu responsable de ce meurtre. La jeune journaliste va alors jouer les détectives et va découvrir que le vrai coupable est toujours en liberté.

## Fiche technique
- Réalisation : Scott Williams
- Scénario : Luanne Ensle, d'après une histoire de Mac Hampton
- Sociétés de production : Insight Film Studios, Global Television Network, Ignite Entertainment, Johnson Production Group
- Durée : 83 minutes
- Pays :  Canada

## Distribution
- Paget Brewster (VF : Marie Zidi) : Lauren Wilde
- Antonio Cupo (en) (VF : Adrien Antoine) : Kevin Reese
- Meg Roe (VF : Véronique Alycia) : Gayle Lerner
- Robert Wisden (VF : Bernard Bollet) : Tom Redler
- Ona Grauer (VF : Julie Dumas) : Amanda Watson
- Diego Klattenhoff : Charlie Quinn
- Doron Bell (en) : Mark Evans
- Jon Pine : Gabler
- Heather Feeney (VF : Claudine Grémy) : Patty Sutton
- Sean Allan : Dan Spencer
- Bruno Verdoni (VF : Éric Etcheverry) : Jerry McAffrey
- David Beairsto : George Shoney
- Ken Camroux-Taylor : Noel Watson
- Keith Martin Gordey (VF : Georges Caudron) : Morris Frawley
- Ron Selmour : Raymond Carter
- Patrick Keating : Burt
- Wendy Morrow Donaldson : Maureen
- Stephen Dimpoulos (VF : Pascal Casanova) : Devlin
- Erika-Shaye Gair : Enfant 1
- Emma Karwandy : Enfant 2
- Kurt Runte : Brooks

 Source et légende : version française (VF) sur RS Doublage et selon le carton du doublage français télévisuel.